# Charadrius vociferus
Charadrius vociferus là một loài chim trong họ Charadriidae.
Loài chim này được tìm thấy trong Châu Mỹ. Loài này được mô tả và đặt tên khoa học hiện tại vào năm 1758 bởi Carl Linnaeus trong bản in thứ 10 của Systema Naturae. Có ba phân loài. Lông phía trên chủ yếu là màu nâu với rìa màu nâu rỉ sắt, đầu có các mảng màu trắng và đen, và có hai dải ức màu đen. Bụng và phần còn lại của ức có màu trắng. Phân loài chỉ định (hoặc mô tả ban đầu) là phân loài từ đông nam Alaska và miền nam Canada đến Mexico. Loài chim này được nhìn thấy quanh năm ở nửa phía nam của phạm vi sinh sản của nó; phân loài C. v. ternominatus có lẽ là cư dân ở Tây Ấn và C. v. peruvianus sinh sống ở Peru và các khu vực của các quốc gia xung quanh trong suốt cả năm. Các nhà lai tạo Bắc Mỹ mùa đông từ cư dân của họ ở phía nam đến Trung Mỹ, Tây Ấn và các phần cực bắc của Nam Mỹ.
Môi trường sinh sống ngoài mùa sinh sản loài này bao gồm vùng đất ngập nước ven biển, môi trường sống bãi biển và cánh đồng ven biển. Nơi sinh sản của loài chim này thường là những cánh đồng mở với thảm thực vật ngắn (nhưng đôi khi các vị trí như mái nhà đôi khi được sử dụng); mặc dù nó là một loài chim ven bờ, nó không nhất thiết phải làm tổ gần nước. Tổ được lót bằng thảm thực vật và vật liệu trắng, như đá cuội hoặc vỏ sò. Mỗi tổ gồm bốn đến sáu con trâu để trứng màu be có vết sẫm màu. Mùa sinh sản (bắt đầu bằng việc đẻ trứng) xảy ra từ giữa tháng 3 đến tháng 8, với thời gian đẻ trứng muộn hơn ở phần phía bắc của phạm vi. Chim bố và chim mẹ đều ấp trứng trung bình 22 đến 28 ngày. Chim non sau khi nở được cha mẹ dẫn đến một lãnh thổ kiếm ăn (nói chung là có thảm thực vật rậm rạp, nơi có nhiều điểm ẩn nấp), nơi chim non tự kiếm ăn. Con non sau đó đủ lông đủ cánh khoảng 31 ngày sau khi nở, và sinh sản đầu tiên diễn ra sau một năm tuổi.
Loài chim này chủ yếu ăn côn trùng, mặc dù cũng ăn các động vật không xương sống và hạt khác. Chúng tìm kiếm thức ăn hầu như chỉ có trên các cánh đồng, đặc biệt là những nơi có thảm thực vật ngắn và với gia súc và nước đọng. Nó chủ yếu là thức ăn trong ngày; nhưng, vào mùa không sinh sản, khi mặt trăng tròn hoặc gần đầy, nó tìm kiếm thức ăn vào ban đêm. Điều này có thể là do sự phong phú của côn trùng và giảm ăn thịt trong đêm. Kẻ săn mồi của loài này bao gồm nhiều loài chim và động vật có vú khác nhau. Loài chim này được phân loại là ít quan tâm nhất bởi Liên minh bảo tồn thiên nhiên quốc tế (IUCN), vì phạm vi và dân số lớn. Tuy nhiên, dân số của loài này đang giảm, nhưng xu hướng này không đủ nghiêm trọng để kẻ giết người được coi là loài dễ bị tổn thương. Nó được bảo vệ bởi Đạo luật Hiệp ước Chim di cư năm 1918 của Mỹ và Đạo luật Đạo luật Hội nghị Chim di cư của Canada.

## Hình ảnh

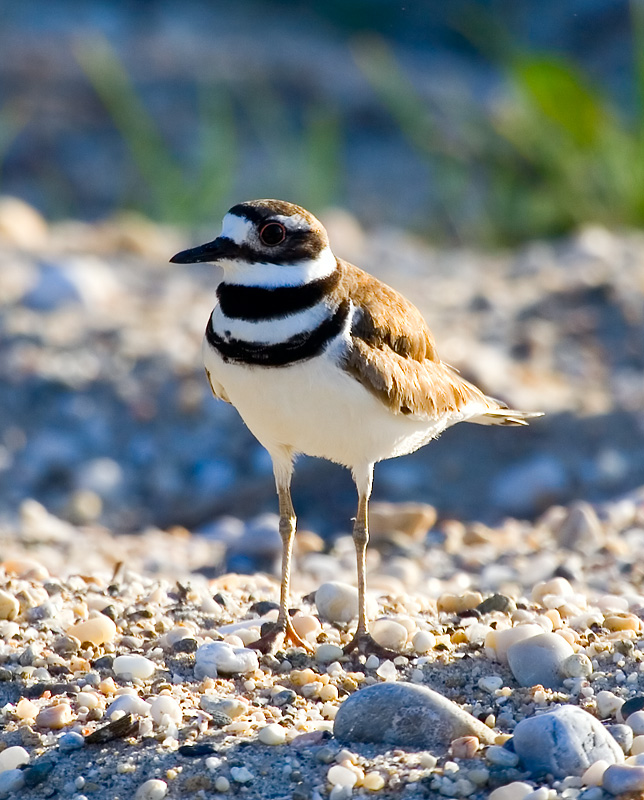
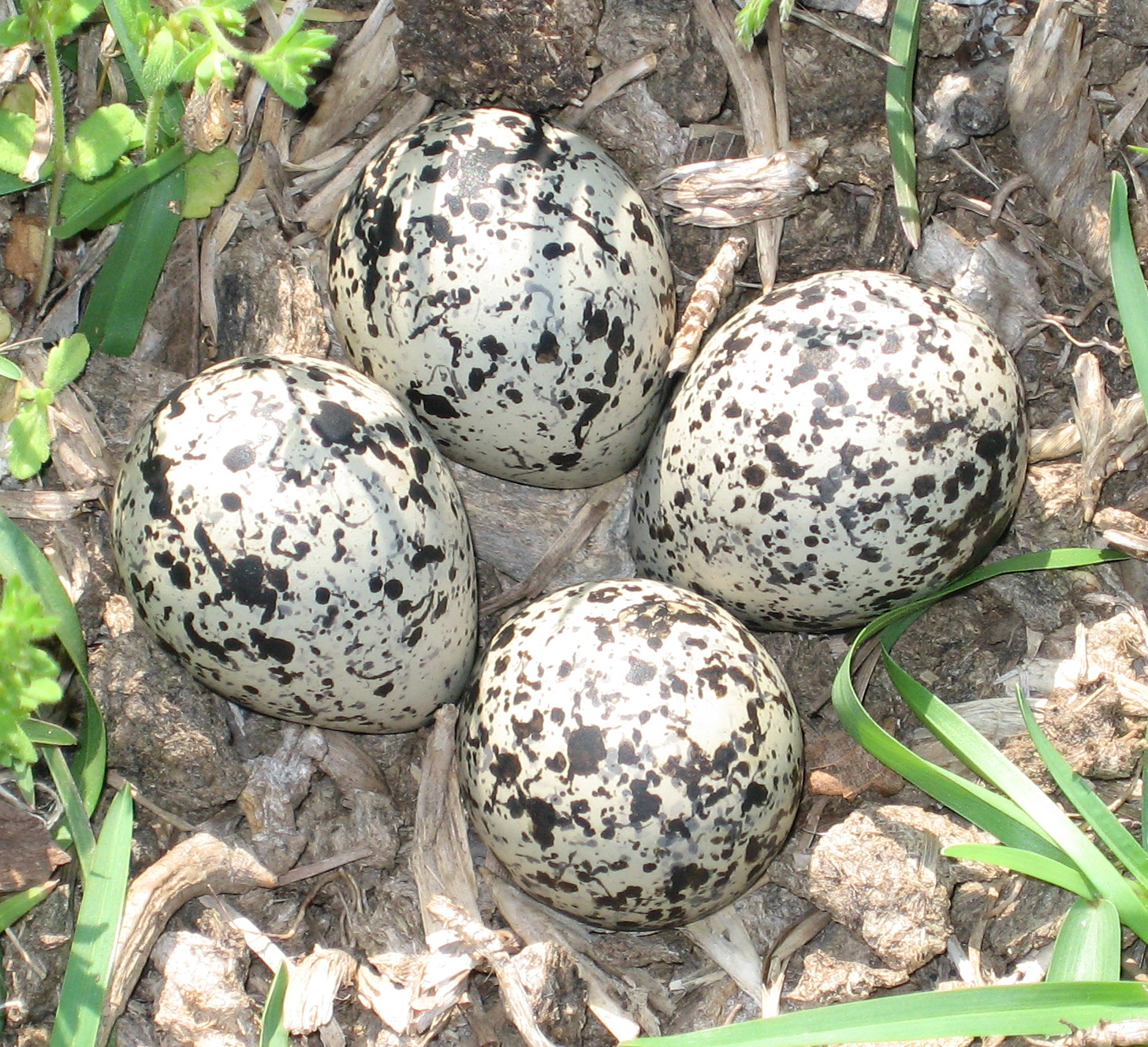
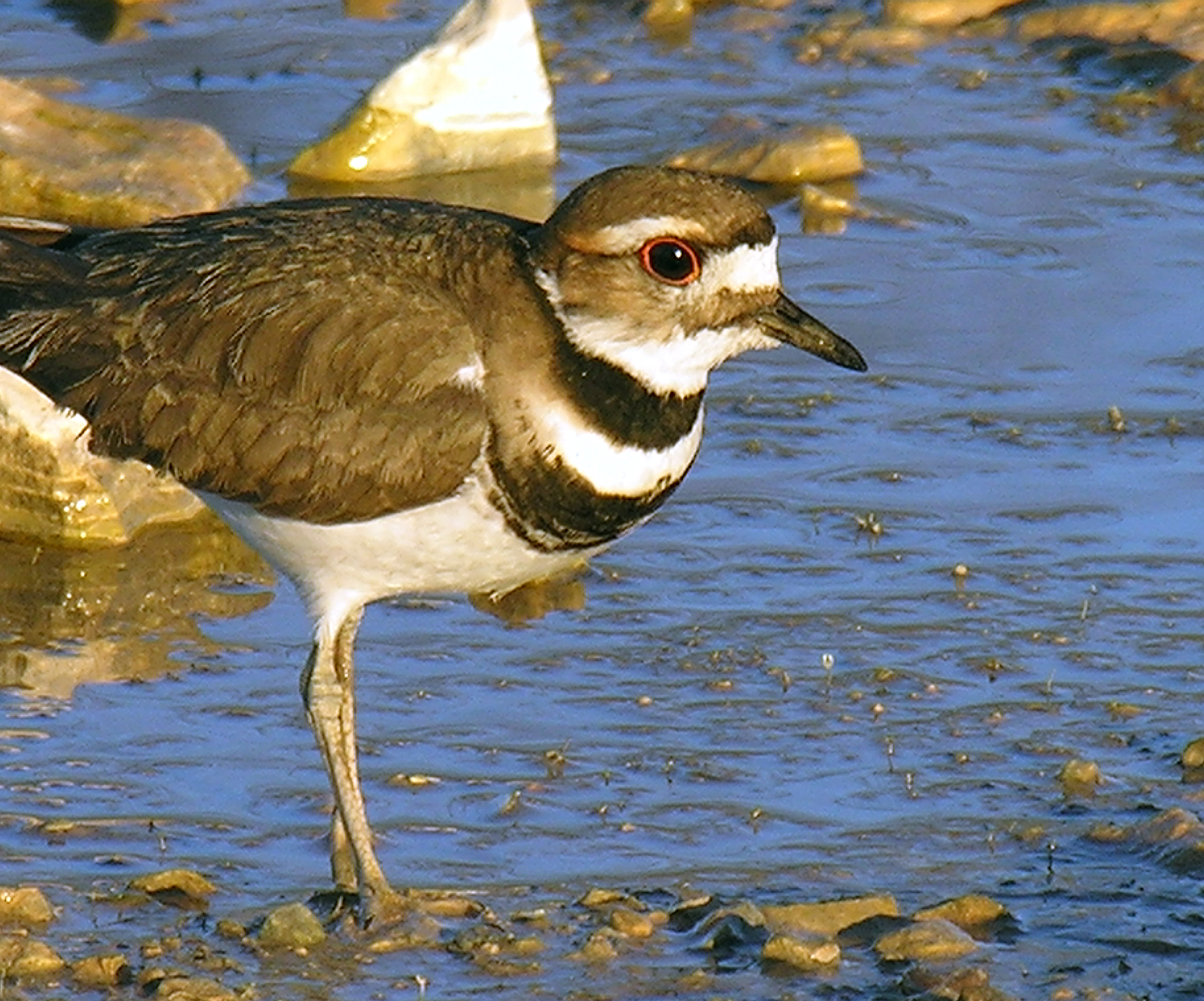
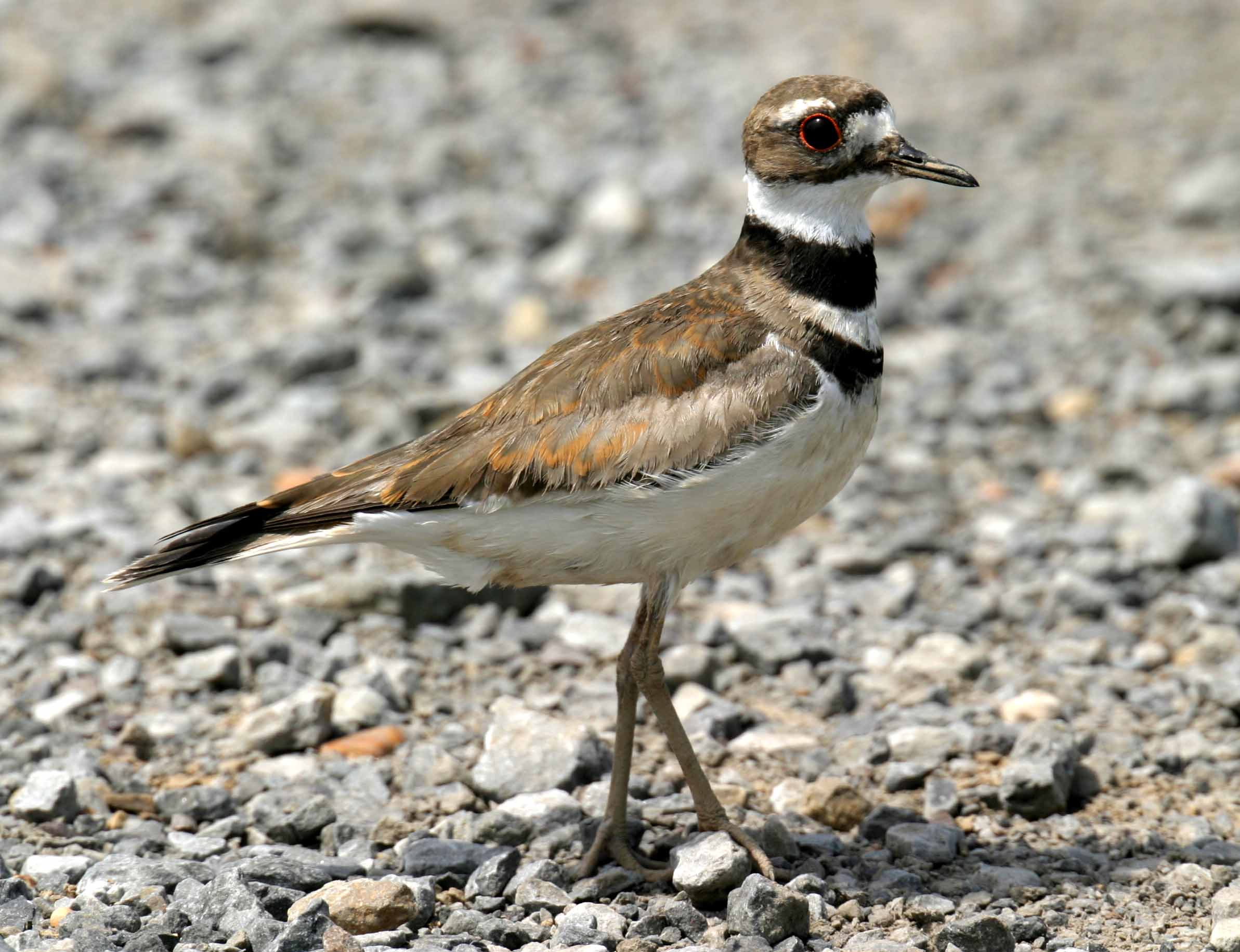
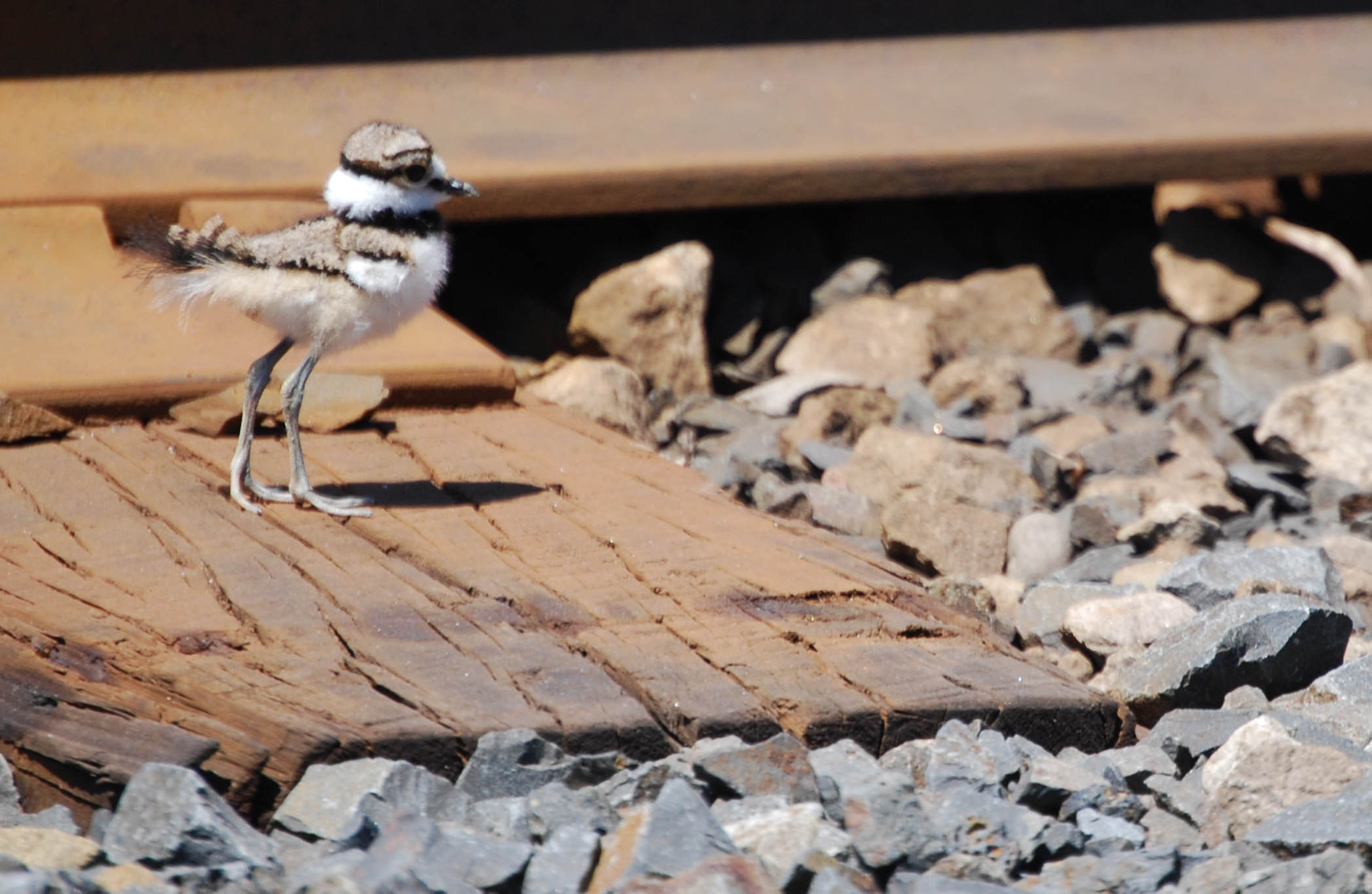